# Георги Найденов (Тексим)
Вижте пояснителната страница за други личности с името Георги Найденов.
Георги (Гето) Иванов Найденов е участник в Съпротивителното движение по време на Втората световна война, партизанин, офицер, държавник, едър предприемач, индустриалец и банкер. Той е сред първите ръководители на държавното стопанско обединение, който налага принципи на пазарна икономика още по времето на социализма.

## Биография
Роден е на 19 юли 1927 г. в Стрелча. Още като гимназист става партизанин във Втора средногорска бригада „Васил Левски“. Той е сред най-младите партизани в България.
След 9 септември 1944 г. преминава курс за военни инструктори в Югославия, а след завръщането си постъпва в Първо управление на Държавна сигурност (разузнаването). През 1952 г. започва работа в Министерството на външната търговия. Работи в българското търговско представителство в Кайро, Египет (1952 – 1956) и представителството в Истанбул, Турция (1958 – 1960). Оглавява създаденото през декември 1960 г. със „строго поверително“ разпореждане на Министерския съвет Външнотърговско предприятие „Тексим“ като „фирма на Инженерното управление за внос и износ с капиталистическите страни“.
Георги Найденов има две дъщери – Мариета Найденова и Павлина Найденова.
Според Калин Тодоров, Найденов успява да достави оръжие за алжирските освободителни сили. Кораб натоварен със земеделски машини е натоварен във Варна, и този кораб става обект на френските власти. Френска фрегата го спира и при направената инспекция, никакво оръжие не е намерено. В същото време втори кораб е натоварен с оръжие в Бургас, оръжието е доставено в Тунис и от там с камиони е пренесено в Алжир. Филмът "Лост Комманд" или "Ле Сентурионс", 1966р споменава за доставката на оръжие от Тунис. Тази операция позволява на Найденов да основе Тексим.

## Тексим
„Тексим“ е първото от редица предприятия, ръководени от Найденов, които по-късно са обединени в икономическа групировка „Български търговски флот“, която достига оборот от стотици милиони долари в края на 1960-те години.
В разцвета на дейност Тексим осигурява легитимен траспорт по целия свят. Легитимната дейност е комбинирана с доставка на наркотици и оръжие на незаконни групировки, като всички приходи и разходи са коректно доставени в Българска Народна Банка.
Тексим е закрита в края на 1969 г. по указания на Тодор Живков след натиск от Москва, опасявайки се, че провеждат политика, противоречаща на плановата икономика. Ръководството на „Тексим“ е изправено на съд през 1971 г., но е оправдано, понеже никакви парични нарушения не са намерени. По настояване на Живков и Москва присъдата на Софийския градски съд е отменена от Върховния съд и е започнато ново дело, което осъжда Найденов на 20 години затвор. Той излежава 5 години, след което е освободен.
След политическите промени от 1989 г. присъдата му е отменена. През 1992 г. основава Частна предприемаческа банка „Тексимбанк“ АД.
Историята опровергава цитираното тук разкаяние на Тодор Живков за противозаконната присъда на Георги Найденов, защото повече от 15 години след освобождаването му той все отказва да се отмени присъдата му, да му се признае право на пенсия и да му се даде възможност за работа. Едва през 1988 г. му разрешават да замине за Австрия, където той за първи път подновява деловата си дейност, за да може по-късно да създаде и новата частна „Тексимбанк“.
В свое интервю Георги Найденов споделя: Когато Върховният съд гледа на 4 септември 1992 г. молбата ми за отмяна на всички присъди и наказания, наложени по онова време, в същия ден и час, в същата сграда се четеше присъдата на Тодор Живков. Съдбата правораздаваше по своему. В същия ден „Тексимбанк“ получи лиценз и 4 септември стана нейният рожден ден. Дори не съм мечтал за по-добро съвпадение.

## Тексимбанк
Тексимбанк е наследник на съществувалата в годините на социализма икономическа империя „Тексим“. Тя е създадена от голям брой физически лица през 1992 г. Георги Найденов в интервю за вестник „Антени“: „Разчитам на онези 45 000 бивши служители на „Тексим“ и на многократно повече техни симпатизанти, които помнят годините на могъществото ни да станат наши клиенти и акционери“.
Георги Найденов умира през 1998 г.

## ДСО „Тексим“
Основателят Георги Найденов е наричан „първият капиталист“ в България и е известен като човека, довел „Кока Кола“ в България. В държавното стопанско обединение (ДСО) „Тексим“ влизат:
- кораби – от 400 хил. тона достига 1 млн. бруто регистър тона
- тирове – от 100 нарастват до 1000 бр.
- самолети – 6 самолета „Ил-18“, годни за презокеански полети
- въвеждане на „Кока-Кола“ в България (първата страна в Източния блок, станала производител на напитката по лиценз), вкл. 5 завода за безалкохолни напитки
- селскостопанска авиация – работи в Судан, Сирия и Египет
- банки и застрахователни дружества – в България и чужбина

- The Texim Affair, Dobromir Zadgorski, Sofia: 1994
- Човекът, който изпревари своето време. Спомени за Георги Найденов – Гето. Съст. Георги Караманев, ИК „Захарий Стоянов“, 2001, 190 с.